# Warwick Davis
Warwick Ashley Davis (ur. 3 lutego 1970 w Epsom) – brytyjski aktor, odznaczający się niewielkim wzrostem (107 centymetrów). Znany z ról w takich filmach jak Karzeł, Willow, Harry Potter i Kamień Filozoficzny i Gwiezdne wojny: część VI – Powrót Jedi.

## Życie prywatne
Od czerwca 1991 roku jego żoną jest Samantha Burroughs, z którą ma dwójkę dzieci: córkę Annabelle (ur. 1997) i syna Harrisona (ur. 2003). Ich pierwszy syn Lloyd zmarł zaraz po narodzinach we wrześniu 1991 roku.

## Filmografia
- 2015: Gwiezdne wojny: Przebudzenie Mocy (Star Wars: The Force Awakens) jako Wollivan
- 2013: Ashens and the Quest for the Gamechild jako Warwick Davis
- 2011: Harry Potter i Insygnia Śmierci. Część II (Harry Potter and the Deathly Hallows: Part II) jako Gryfek i profesor Filius Flitwick (dwie role w jednym filmie)
- 2010: Harry Potter i Insygnia Śmierci: część I (Harry Potter and the Deathly Hallows: Part I) jako Gryfek
- 2009: Harry Potter i Książę Półkrwi (Harry Potter and the Half-Blood Prince) jako profesor Filius Flitwick
- 2008: Opowieści z Narnii: Książę Kaspian (The Chronicles of Narnia: Prince Caspian) jako Nikabrik
- 2008: Przygody Merlina (Merlin)
- 2007: Agent One-Half
- 2007: Harry Potter i Zakon Feniksa (Harry Potter and the Order of the Phoenix) jako profesor Filius Flitwick
- 2005: Harry Potter i Czara Ognia (Harry Potter and the Goblet of Fire) jako profesor Filius Flitwick
- 2005: Autostopem przez galaktykę (The Hitchhiker's Guide to the Galaxy)
- 2004: Ray
- 2004: Skinned Deep
- 2004: Harry Potter i więzień Azkabanu (Harry Potter and the Prisoner of Azkaban) jako profesor Filius Flitwick
- 2003: Karzeł 6 (Leprechaun: Back 2 tha Hood)
- 2002: Harry Potter i Komnata Tajemnic (Harry Potter and the Chamber of Secrets) jako profesor Filius Flitwick
- 2001: Harry Potter i Kamień Filozoficzny (Harry Potter and the Sorcerer’s Stone) jako Goblin w Banku Gringotta i profesor Filius Flitwick[a] (dwie role w jednym filmie)
- 2001: Królewna Śnieżka (Snow White: The Fairest of Them All) jako Sobota (krasnal koloru indygo)
- 2000: Karzeł 5 (Leprechaun in the Hood)
- 2000: Dziesiąte królestwo (The 10th Kingdom) jako Acorn
- 1999: Nowe przygody Pinokia (The New Adventures of Pinocchio)
- 1999: Skrzat i kucyk Pony (The White Pony)
- 1999: Gwiezdne wojny: część I – Mroczne widmo (Star Wars – Episode 1: The Phantom Menace)
- 1998: Jamboree
- 1998: Pechowy Skrzat (A Very Unlucky Leprechaun)
- 1997: Książę Waleczny (Prince Valiant)
- 1997: Karzeł 4 (Leprechaun 4: In Space)
- 1996: Podróże Guliwera (Gulliver's Travels)
- 1995: Karzeł 3 (Leprechaun 3)
- 1994: Karzeł 2 (Leprechaun 2)
- 1993: Karzeł (Leprechaun)
- 1990: Srebrne krzesło (The Silver Chair)
- 1989: Kroniki Narnii: Książę Kaspian (Prince Caspian and the Voyage of the Dawn Treader)
- 1988: Willow
- 1986: Labirynt (Labyrinth)
- 1985: Ewoki: Bitwa o Endor (Ewoks: The Battle of Endor)
- 1984: Przygoda wśród Ewoków (The Ewok Adventure)
- 1983: Gwiezdne wojny: część VI – Powrót Jedi (Star Wars – Episode VI: Return of the Jedi)